# Alexandru Răuță
Alexandru Ilie Răuță (Pitești, 17 giugno 1992) è un calciatore rumeno, centrocampista del Câmpulung Muscel.

## Palmarès

### Club

#### Competizioni nazionali
- Supercoppa di Romania: 1

Voluntari: 2017